# Дружба (парк, Антрацит)
Парк «Дружба» — об'єкт природно-заповідного фонду України, що має статус парку-пам'ятки садово-паркового мистецтва місцевого значення. Розташований у місті Антрацит. Загальна площа — 30 га.
Статус парка-пам'ятки садово-паркового мистецтва місцевого значення був наданий рішеннями виконкому Ворошиловградської обласної ради народних депутатів № 370 від 13 вересня 1977 року.
Закладений у 1969 році. 1970 року з нагоди 100-річчя з дня народження Володимира Леніна було створено алею на якій висадили 100 дубів. У 1976 році з нагоди 60 річниці Жовтневої революції закладено головну алею довжиною 600 м.
У парку є алеї із клену звичайного кулеподібної форми та із 50 берез. Тут зростає близько 70 видів дерев і чагарників, серед яких представлені види сосни звичайної і кримської, туї західної, дуба звичайного, каштанолистого і великолистого, тополі пірамідальної, китайської, самаркандської, берези пухнастої, білої акації, верби ламкої, груші, ялини колючої і звичайної, гіркокаштану звичайного і червоноцвітного, клену гостролистого і сріблястого, горіху волоського, яблуні китайської, вишні повстистої, барбарису звичайного, калини звичайної, горобини, чубушника, спірея, магонії падуболистої, бузку звичайного, угорського і амурського, софори японської тощо.
У парку побудовані асфальтовані дороги та знаходиться ставок площею 3 га. Інфраструктура збудована за радянських часів практично зруйнована.